# Coleophora botaurella
Coleophora botaurella é uma espécie de mariposa do gênero Coleophora pertencente à família Coleophoridae.